# Авъл Постумий Туберт
Авъл Постумий Туберт (на латински: Aulus Postumius Tubertus) e политик на раната Римска република.
През 433 пр.н.е. той е началник на конницата (Magister Equitum) на диктатор Мамерк Емилий Мацерин и през 431 пр.н.е. диктатор. На 18 юни той печели голяма победа против еквите и волските на планината Алгид. След това чества триумф в Рим.